# Wyższe Kursy Ziemiańskie we Lwowie
Wyższe Kursy Ziemiańskie im. Jerzego Turnaua we Lwowie (tzw. Kursy Turnaua) – polska uczelnia we Lwowie istniejąca w okresie II Rzeczypospolitej.

## Historia
Wyższe Kursy Ziemiańskie zostały założone we Lwowie w roku 1919 przez Związek Ziemian, z inicjatywy Jerzego Turnaua, właściciela Mikulic koło Przeworska. W statucie Kursów, który Turnau opracował wspólnie z prof. Kazimierzem Miczyńskim, czytamy, że te Kursy mają dostarczyć społeczeństwu rolników z wyższym wykształceniem, skierowanym w szczególności ku zawodowi praktycznemu, oraz przygotować słuchaczy do pracy społecznej na wsi.
Wyższe Kursy Ziemiańskie we Lwowie zostały założone jako prywatna uczelnia, która była kierowana przez zarząd Wyższych Kursów Ziemiańskich. Jan Draus wskazał rozpoczęcie funkcjonowania w 1923. Prezesem WKZ był Witold Czartoryski.
Studia na Kursach trwały dwa i pół roku, a ich integralną część stanowiły trzy praktyki w nowoczesnych majątkach, łącznie dziewięć miesięcy. Wykładowcami byli profesorowie lwowskich wyższych uczelni (w tym wielu sławnych) oraz rolnicy-praktycy. Spośród tych ostatnich Jerzy Turnau wykładał gleboznawstwo, uprawę roślin oraz rachunkowość rolniczą. (Na podstawie tych wykładów wyszły potem jego podręczniki: 5-tomowa Uprawa roli i roślin oraz O rachunkowości rolniczej). Osobiście też czytał, a następnie omawiał ze wszystkimi słuchaczami na seminarium obszerne sprawozdania składane po każdej praktyce. Do swej nagłej śmierci w roku 1925 niemal sam spełniał też bezinteresownie funkcję dyrektora i administratora Kursów. Słuchacze kursów, obojga płci, wywodzili się głównie z domów ziemiańskich i pałaców. Z upływem lat coraz więcej miejsc zajmowali studenci, którzy obniżali poziom Kursów. Obniżało to opinię o nich tak dalece, że w roku 1925, tuż przed śmiercią, Turnau przeprowadził na zebraniu Zarządu WKZ uchwałę o zawieszeniu rekrutacji na pierwszy rok, która nie została wykonana ze względu na utratę dochodów płynących z kursów. Instytucja przetrwała jako „Wyższe Kursy Ziemiańskie im. Jerzego Turnaua we Lwowie” do wybuchu II wojny światowej. Statut szkoły ogłoszono w kwietniu 1939.

## Absolwenci
- Zdzisław Avenarius (1924)
- Włodzimierz Krzywoszyński (1929)
- Zygmunt Kurnatowski-Mielżyński (lata 30.)
- Stefan Pajączkowski (1926)